# Wilfersdorf (Niederösterreich)
Wilfersdorf ist eine Marktgemeinde mit 2087 Einwohnern (Stand 1. Jänner 2025) im Bezirk Mistelbach in Niederösterreich.

## Geografie
Wilfersdorf liegt im Weinviertel im nördlichen Niederösterreich an der Brünner Straße, einer alten Straßen- und Postverbindung zwischen Wien und Brünn. Die Fläche der Marktgemeinde umfasst 30,45 km², wovon 2,23 Prozent bewaldet sind.

### Gemeindegliederung
Das Gemeindegebiet umfasst vier Ortschaften, die zugleich Katastralgemeinden sind (in Klammern Einwohnerzahl Stand 1. Jänner 2025):
- Bullendorf (491)
- Ebersdorf an der Zaya (190)
- Hobersdorf (300)
- Wilfersdorf (1106)

Am 1. Jänner 1967 erfolgte die Eingemeindung von Hobersdorf nach Wilfersdorf, am 1. Jänner 1971 die Eingemeindung von Bullendorf und Ebersdorf an der Zaya.

### Nachbargemeinden
| Eibesthal  | Erdberg                                     | Bullendorf (Gemeinde Wilfersdorf) |
| Mistelbach | Kompassrose, die auf Nachbargemeinden zeigt | Maustrenk                         |
| Ebendorf   | Hobersdorf                                  | Kettlasbrunn                      |

## Geschichte
Auf dem Gemeindegebiet wurde eine Besiedlung in der frühen Bronzezeit und in der Römerzeit (2. bis 4. Jahrhundert n. Chr.) nachgewiesen. Die erste urkundliche Erwähnung von Wilfersdorf ist aus dem 12. Jahrhundert überliefert, als das Dorf im Besitz der Maissauer war. In der ersten Hälfte des 14. Jahrhunderts ging die Herrschaft auf die Kuenringer über. 1371 werden urkundlich wieder die Maissauer genannt, 1436 das Haus Liechtenstein. Das Marktrecht von Wulfenstorf wurde erstmals in einem Urbar von 1514 genannt.
1705 wurde der Ort durch einen Einfall der Kuruzzen in Mitleidenschaft gezogen.
1884 gründeten 34 Männer die Freiwillige Feuerwehr Wilfersdorf.
In den letzten Tagen des Zweiten Weltkriegs war die Gemeinde Wilfersdorf Schauplatz heftiger Kämpfe zwischen Truppen der Wehrmacht und der Roten Armee. Am 15. April 1945 wurde Wilfersdorf aus der Luft angegriffen, wobei mehrere Gebäude zerstört wurden. Im Zuge der Bodenkämpfe gelang es einer kleinen deutschen Panzereinheit drei Mal, die Sowjets über die Zaya zurückzuwerfen. In weiterer Folge stand der Ort drei Tage lang unter Artilleriebeschuss, wobei 35 % des Gebäudebestandes zerstört und zwei Zivilisten getötet wurden. Am 19. April 1945 marschierte die Rote Armee in Wilfersdorf ein. In Hobersdorf fielen bei Kampfhandlungen zwischen 17. und 19. April insgesamt 27 deutsche Soldaten, 11 Gebäude wurden durch Brand zerstört. In Bullendorf fielen bei Infanteriegefechten 25 Soldaten der Waffen-SS, sechs Rotarmisten und drei Zivilpersonen. Am 20. April besetzten die sowjetischen Soldaten Bullendorf. Es kam zu Plünderungen, schweren Übergriffen und Kriegsverbrechen an der Zivilbevölkerung. Vergewaltigungen sind über einen Zeitraum von fast einem halben Jahr nach Einmarsch der Sowjets in Bullendorf bezeugt. Männer, welche die Verstecke von Frauen nicht verraten wollten, wurden erschossen. Durch die schlechte Versorgungslage brach der Typhus aus und forderte weitere Todesopfer. Erst im Herbst 1945 begann sich die Lage zu normalisieren.
1971 wurden die Gemeinden Wilfersdorf, Bullendorf und Ebersdorf an der Zaya zur Marktgemeinde Wilfersdorf vereinigt.
Im August 2016 wurden beim Bau der Nord Autobahn (A5) bei Bullendorf zwei mit 2,5 m Länge ungewöhnlich lange Stoßzähne und Wirbelknochen eines Ur-Mammuts geborgen. Die Fossilien werden auf eine Million Jahre alt geschätzt.

### Einwohnerentwicklung
Nach dem Ergebnis der Volkszählung 2001 gab es 2.037 Einwohner. 1991 hatte die Marktgemeinde 1.829 Einwohner, 1981 hatte sie 1.906 Einwohner und im Jahr 1971 2.086 Einwohner.
| Wilfersdorf: Einwohnerzahlen von 1869 bis 2025      | Wilfersdorf: Einwohnerzahlen von 1869 bis 2025 | Wilfersdorf: Einwohnerzahlen von 1869 bis 2025 | Wilfersdorf: Einwohnerzahlen von 1869 bis 2025 | Wilfersdorf: Einwohnerzahlen von 1869 bis 2025 |
| --------------------------------------------------- | ---------------------------------------------- | ---------------------------------------------- | ---------------------------------------------- | ---------------------------------------------- |
| Jahr                                                |                                                |                                                |                                                | Einwohner                                      |
| 1869                                                | 1869                                           |                                                | 2.103                                          | 2.103                                          |
| 1880                                                | 1880                                           |                                                | 2.225                                          | 2.225                                          |
| 1890                                                | 1890                                           |                                                | 2.236                                          | 2.236                                          |
| 1900                                                | 1900                                           |                                                | 2.263                                          | 2.263                                          |
| 1910                                                | 1910                                           |                                                | 2.344                                          | 2.344                                          |
| 1923                                                | 1923                                           |                                                | 2.156                                          | 2.156                                          |
| 1934                                                | 1934                                           |                                                | 2.061                                          | 2.061                                          |
| 1939                                                | 1939                                           |                                                | 2.068                                          | 2.068                                          |
| 1951                                                | 1951                                           |                                                | 2.138                                          | 2.138                                          |
| 1961                                                | 1961                                           |                                                | 2.048                                          | 2.048                                          |
| 1971                                                | 1971                                           |                                                | 2.086                                          | 2.086                                          |
| 1981                                                | 1981                                           |                                                | 1.906                                          | 1.906                                          |
| 1991                                                | 1991                                           |                                                | 1.829                                          | 1.829                                          |
| 2001                                                | 2001                                           |                                                | 2.037                                          | 2.037                                          |
| 2011                                                | 2011                                           |                                                | 2.124                                          | 2.124                                          |
| 2021                                                | 2021                                           |                                                | 2.106                                          | 2.106                                          |
| 2025                                                | 2025                                           |                                                | 2.087                                          | 2.087                                          |
| Quelle(n): Statistik Austria, Gebietsstand 1.1.2021 |                                                |                                                |                                                |                                                |

## Kultur und Sehenswürdigkeiten

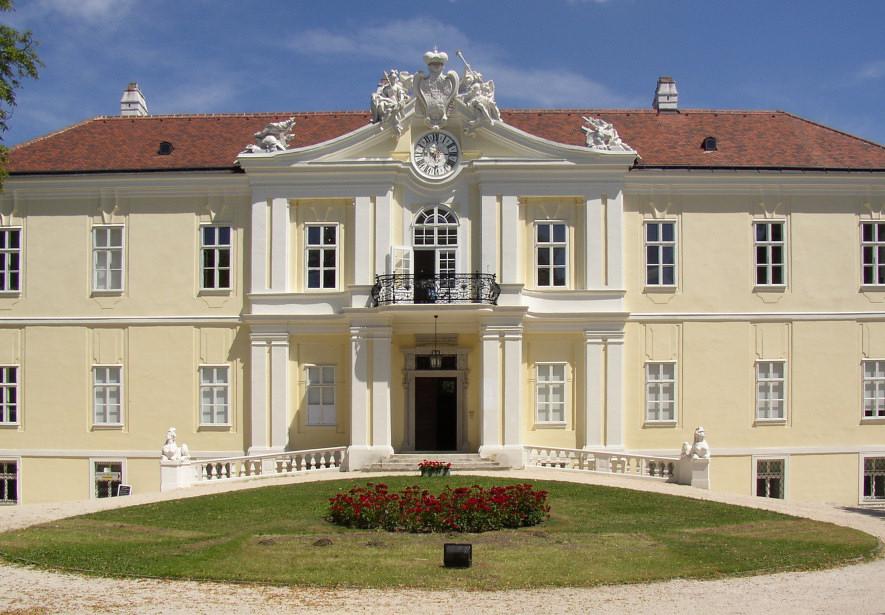
Schloss Wilfersdorf

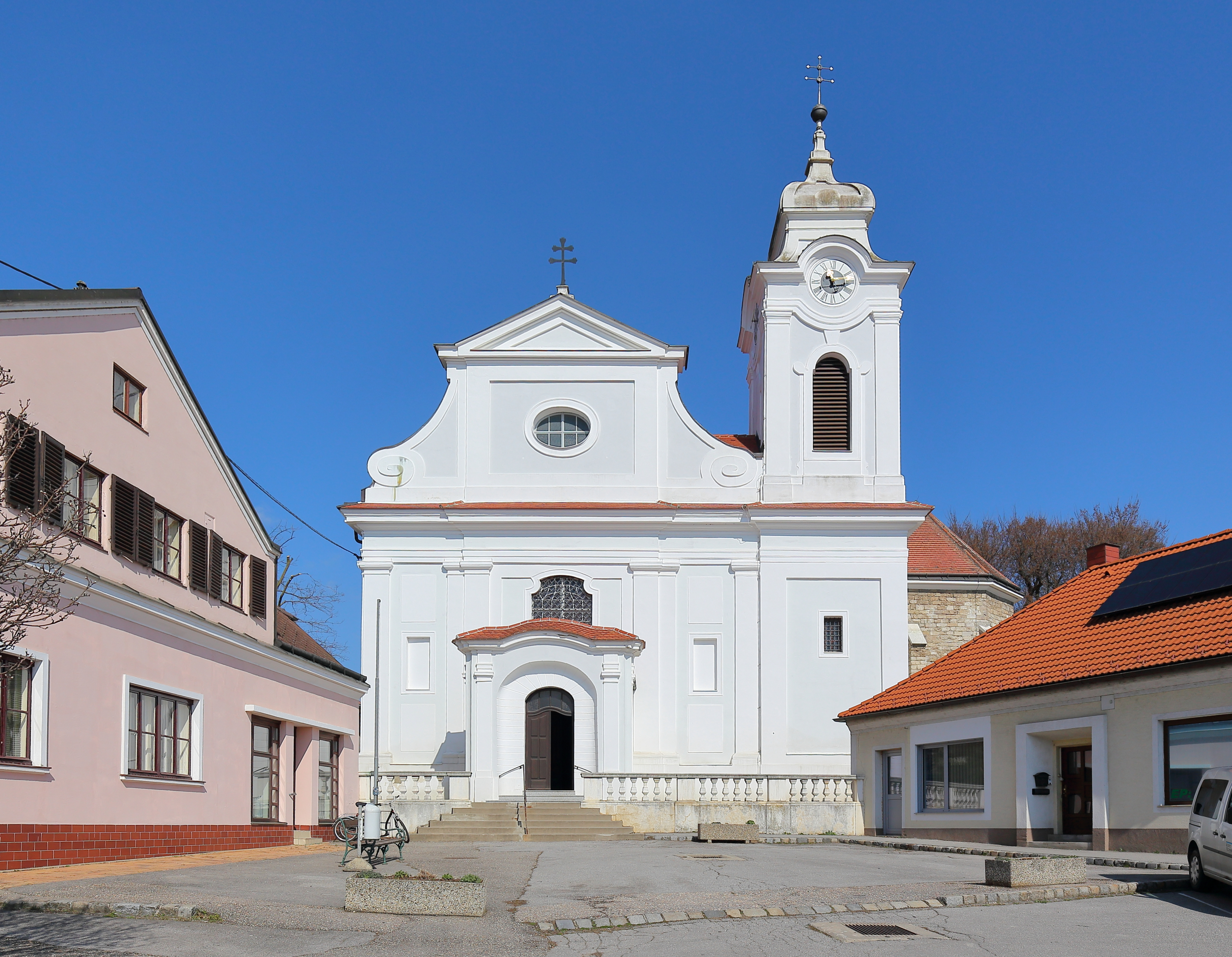
Pfarrkirche Wilfersdorf

- Schloss Wilfersdorf: Das Schloss ist das Stammhaus des Hauses Liechtenstein und seit 1436 in ihrem durchgehenden Besitz. Es beherbergt eine Dauerausstellung zur Geschichte der Familie Liechtenstein – von Hugo von Liechtenstein (Mitte des 12. Jhdts.) bis zu Hans-Adam II., dem regierenden Fürsten von und zu Liechtenstein – einem Spiegelbild österreichischer und europäischer Geschichte.
  - Heimatmuseum Wilfersdorf: In einem Seitentrakt des Schlosses
- Katholische Pfarrkirche Bullendorf Maria Königin
- Katholische Pfarrkirche Wilfersdorf hl. Nikolaus

### Sport
Der FC Wilfersdorf wurde 1950 gegründet. Der Verein spielte in der Saison 2018/2019 in der 2. Klasse Weinviertel Nord. Der größte Erfolg gelang 1996/97 mit dem Meistertitel in der Unterliga. Sonstige Meistertitel: 1952/53 Meister in der 2. Klasse Erdölgebiet, 1983/84 und 1989/90 Meister in der 2. Klasse Zayatal.

## Wirtschaft und Infrastruktur
Im Jahr 2001 gab es 72 nichtlandwirtschaftliche Arbeitsstätten. Bei der Erhebung von 1999 gab es zudem 84 land- und forstwirtschaftliche Betriebe. Die Zahl der Erwerbstätigen am Wohnort lag nach der Volkszählung 2001 bei 986. Die Erwerbsquote lag 2001 bei 50,07 Prozent.

### Öffentliche Einrichtungen
In Wilfersdorf befinden sich zwei Kindergärten und eine Volksschule.

## Politik

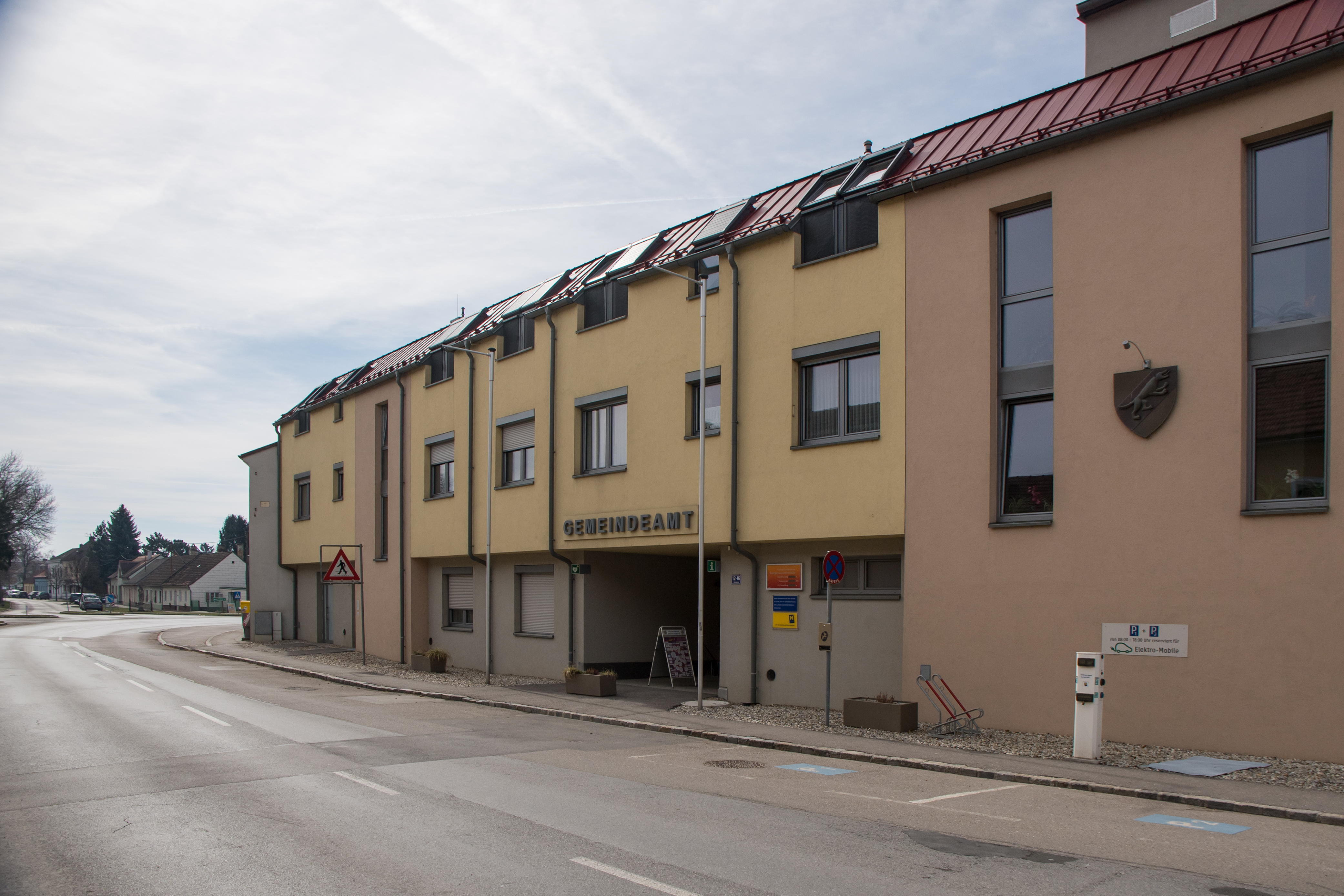
Das Gemeindeamt in Wilfersdorf

### Gemeinderat
Der Gemeinderat hat 21 Mitglieder.
- Mit den Gemeinderatswahlen in Niederösterreich 1990 hatte der Gemeinderat folgende Verteilung: 13 ÖVP und 6 SPÖ. (19 Mitglieder)
- Mit den Gemeinderatswahlen in Niederösterreich 1995 hatte der Gemeinderat folgende Verteilung: 11 ÖVP, 7 SPÖ und 1 FPÖ.[12]
- Mit den Gemeinderatswahlen in Niederösterreich 2000 hatte der Gemeinderat folgende Verteilung: 12 ÖVP und 7 SPÖ.[13] (19 Mitglieder)
- Mit den Gemeinderatswahlen in Niederösterreich 2005 hatte der Gemeinderat folgende Verteilung: 13 ÖVP und 8 SPÖ.[14]
- Mit den Gemeinderatswahlen in Niederösterreich 2010 hatte der Gemeinderat folgende Verteilung: 12 ÖVP, 7 SPÖ und 2 FPÖ.[15]
- Mit den Gemeinderatswahlen in Niederösterreich 2015 hatte der Gemeinderat folgende Verteilung: 12 ÖVP, 8 SPÖ und 1 FPÖ.[16]
- Mit den Gemeinderatswahlen in Niederösterreich 2020 hatte der Gemeinderat folgende Verteilung: 14 ÖVP, 6 SPÖ und 1 FPÖ.[17]
- Mit den Gemeinderatswahlen in Niederösterreich 2025 hat der Gemeinderat folgende Verteilung: 14 ÖVP, 4 FPÖ und 3 SPÖ.[18]

### Bürgermeister
- Oktober 2000 bis April 2012: Anton Döltl (ÖVP)
- seit 2012: Josef Tatzber (ÖVP)

### Wappen
Blasonierung: „In Gold ein roter Schräglinksbalken, belegt mit einem schreitenden silbernen Wolf.“

## Persönlichkeiten
Söhne und Töchter der Gemeinde
- Anton Haizinger (1796–1869), Opernsänger (Tenor)
- Ernst Winkler (1899–1976), Politiker und Schriftsteller
- Josef Huber (1902–1965), in Ebersdorf an der Zaya geborener Politiker